# Charles Warburton Meredith

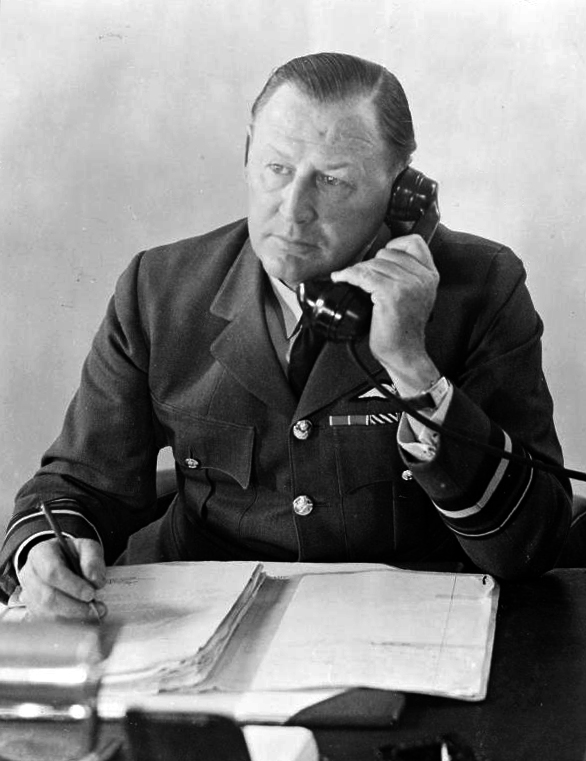
Royal Air Force, Grupo de Treinamento Aéreo Rodesiano no Sul da Rodésia durante 1941-1945. Major-General C.W. Meredith, Oficial Comandante do Grupo de Treinamento Aéreo Rodesiano, em seu escritório no Quartel-General do RATG em Salisbury

Charles Warburton Meredith KBE CB AFC (1896 – 19 de abril de 1977) foi um piloto da Força Aérea da África do Sul e Comandante do Comando Aéreo do Grupo de Treino Aéreo da Rodésia durante a Segunda Guerra Mundial.

## Início da vida e família
Meredith nasceu em Wynberg, na Cidade do Cabo e frequentou a Escola Secundária de Wynberg Boys. Ele foi um cadete no RAF Staff College, em Andover, e foi então contratado como segundo-tenente no Royal Flying Corps em outubro de 1917. Ele foi promovido a Flying Officer em fevereiro de 1918.
Após a Primeira Guerra Mundial, em 1924, ele se juntou à Força Aérea da África do Sul, tendo sido recrutado pelo major Allister Miller, e em 1937 foi nomeado oficial comandante do depósito de aeronaves e artilharia.
Em 1939, ele foi nomeado Diretor de Aviação Civil na Rodésia do Sul.
Meredith foi comissionado Comodoro do ar na Reserva Voluntária da Força Aérea Real, no dia 21 de março de 1940, durante as hostilidades. Ele foi promovido a Vice-Marechal do Ar durante a Guerra.

## Grupo de Treino Aéreo da Rodésia
Meredith era comandante do Comando Aéreo do Grupo de Treino Aéreo da Rodésia, parte do Esquema de Treino Aéreo do Império. Sir Archibald Sinclair, Secretário de Estado Britânico para a Aviação, elogiou a excelente qualidade dos reforços que chegam à RAF da RATG.
Meredith expressou, em 1943, que o Grupo de Treino Aéreo se expandiria e que a expansão seria benéfica, após a guerra, para o treinamento aeronáutico.

## Honras
Meredith, em Junho de 1919, foi premiado com a Cruz da Força Aérea.
Ele foi nomeado Comandante da Mais Excelente Ordem do Império Britânico (CBE) em julho de 1941; Grande Comandante da Real Ordem da Fénix (com espadas) em 1943; e Companheiro da Ordem Honrosa do Banho (Divisão Militar) em junho de 1943.